# Кафедральний собор (Гельсінкі)
Кафедра́льний собо́р Ге́льсінкі (фін. Helsingin tuomiokirkko, швед. Helsingfors domkyrka) — головна церква Гельсінської дієцезії Євангельсько-лютеранської церкви Фінляндії та парафіяльний храм, розташований у середмісті столиці Фінляндії Гельсінкі на Сенатській площі; одна з архітектурних візитівок міста культова споруда вважається головним шедевром Карла Людвіга Енгеля.

## Історія
Будівництво собору здійснювалось за проектом Карла Людвіга Енгеля в 1830—1852 роках, паралельно з будівництвом у Петербурзі Ісаакіївського собору, з яким Гельсінкський має багато спільного, разом з тим архітектурно нагадуючи п'ятибанні давньоруські собори.

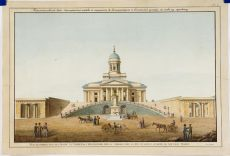
Кафедральний собор у перші роки після зведення

До відкриття автор проекту храму не дожив, тому останні штрихи в архітектурний вигляд святині вносили його учні. А у березні 1841 року керівництво зведенням культової споруди довірили німецькому архітектору Ернсту Бернгарду Лорману, який попри критику поставився з належною повагою до задуму автора, водночас зреалізувавши всі необхідні доопрацювання (первинно храм був однобанний, 4-ма невеликими баштами його було доповнено за рекомендацією з Петербурга).
У 1842 році в Гельсінгфорсі урочисто відзначалося двохсотліття Александрівського університету. А оскільки його парадна зала не могла вмістити всіх присутніх (понад 3 000 осіб), то головні урочистості пройшли у ще недобудованому миколаївському храмі.
Урочисте ж відкриття собору і його освячення відбулося 15 лютого 1852 року. Собор названий на честь святого Миколая, небесного заступника моряків і заразом правителя держави (Російська імперія), до складу якої в той час входила Фінляндія, власне царя Миколи I, і дістав назву церква Св. Миколи (фін. Nikolainkirkko).
Після здобуття Фінляндією незалежності (1917) храм називали Сууркірко (фін. Suurkirkko тобто «Велика церква»).
1952 року, в один рік з Олімпіадою в Гельсінкі, відзначався 100-річний ювілей храму.
У 1959 році була утворена Гельсінська дієцезія, після чого храм отримав назву Кафедральний собор Гельсінкі (фін. Helsingin tuomiokirkko).
Щороку 6 грудня, у День незалежності Фінляндії, опівдні у соборі відбувається екуменічна служба участю Президента республіки та членів Державної ради .

## Опис

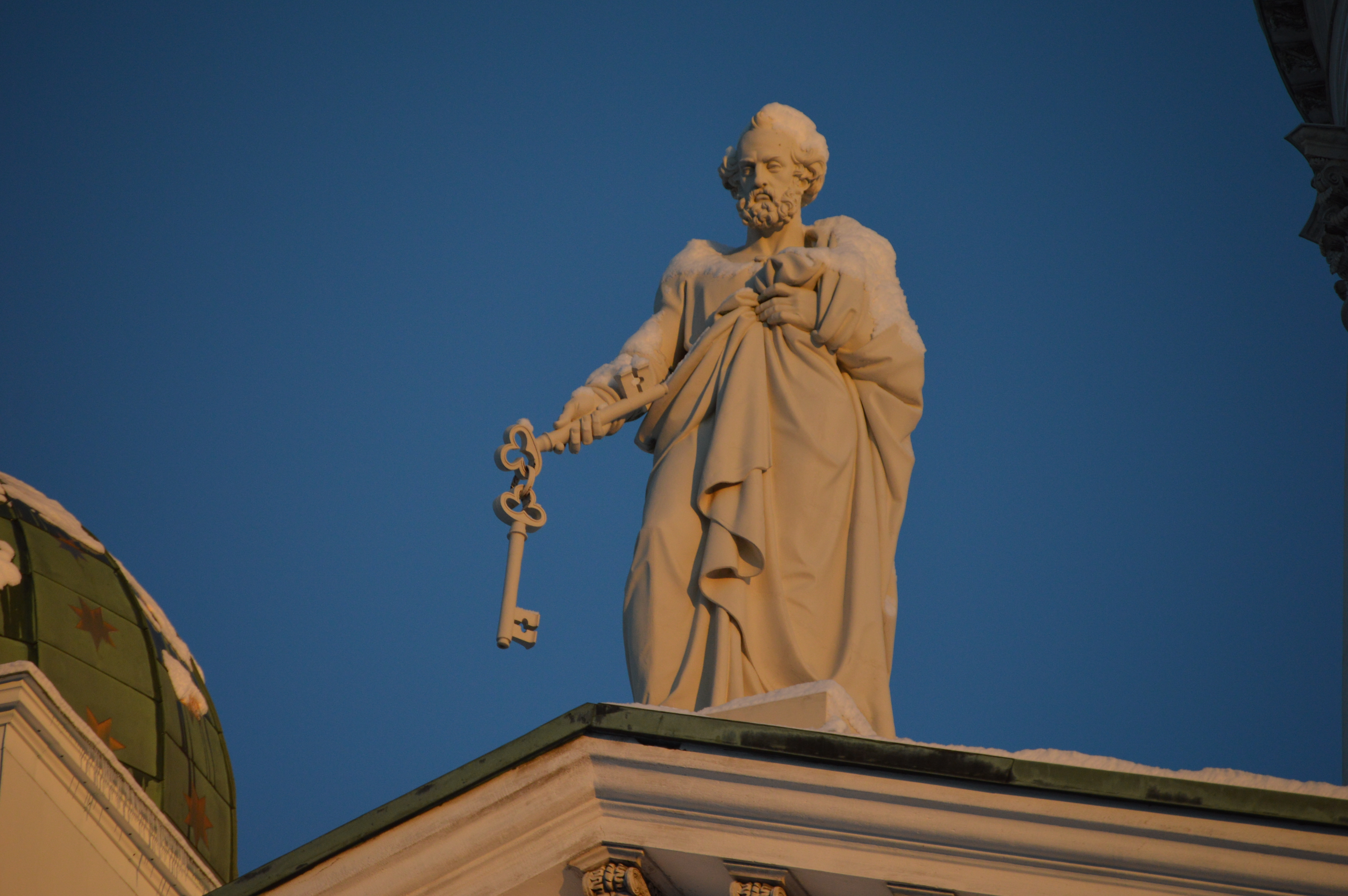
Статуя св. Петра на соборі

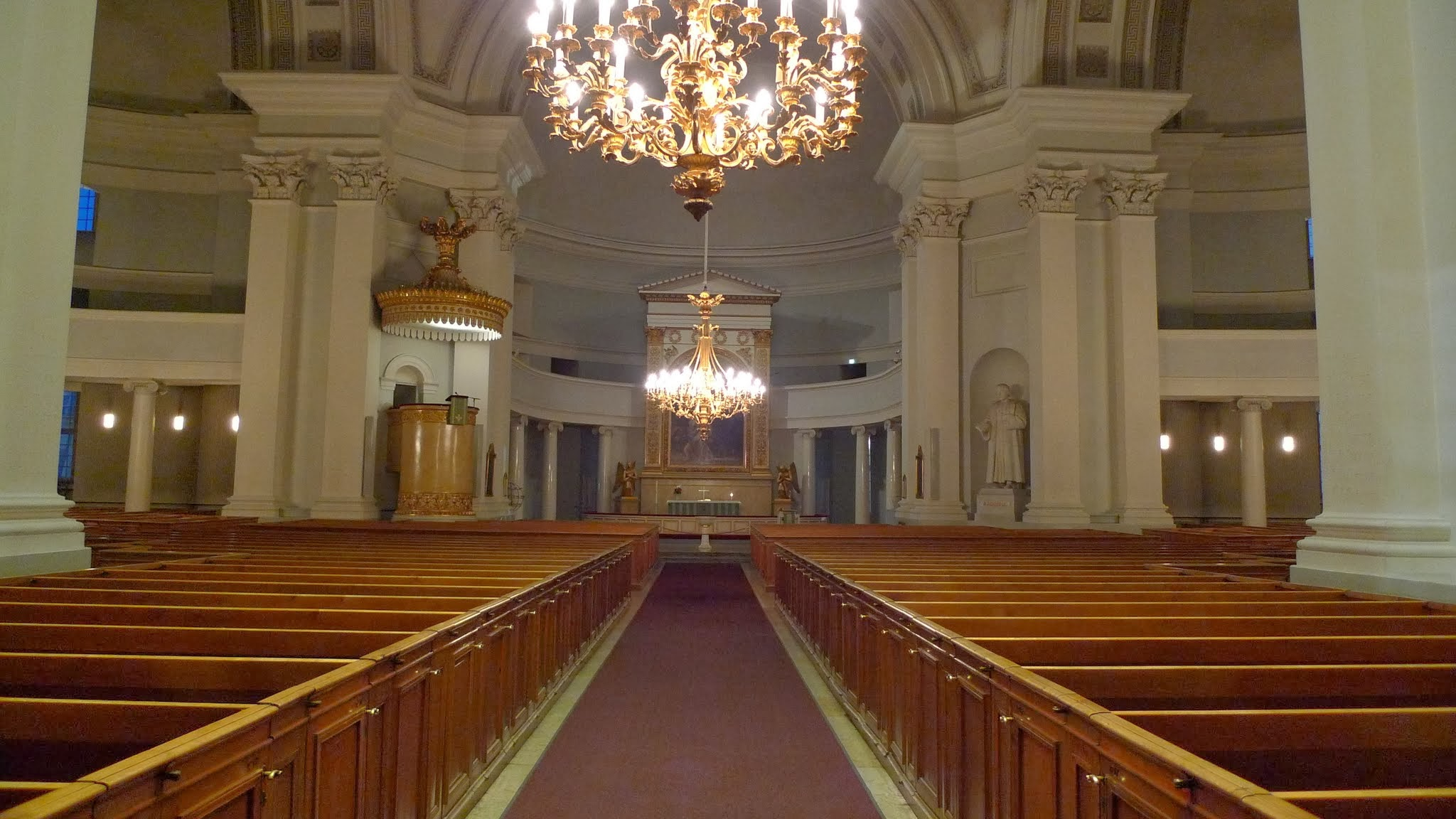
Всередині собору, вид на вівтар (2013)

Як і решта будівель Сенатської площі Гельсінкі, собор витриманий в стилі неокласицизму.
Фронтони культової споруди з чотирьох сторін прикрашають величезні фігури 12 апостолів, відлитих з цинку, які вважаються найбільшою збіркою цинкових скульптур в світі. Ці фігури замовили за ініціативою Лормана німецьким скульпторам Августу Вредову та Герману Шівельбайну.
Центральна баня на високому барабані, що вінчає Кафедральний собор, не розкривається в його інтер'єр, вона ізольована від нього своєю основою — напівсферичним кесонованим куполом, який перекриває середхрестя храму, таким чином створюючи дисбаланс між екстер'єром і конфігурацією внутрішнього простору споруди.
Внутрішнє оздоблення храму є простим і аскетичним. У центрі — вівтар з картиною Т. А. Неффа «Покладання Христа в труну», по кутах встановлені скульптури головних реформаторів церкви М. Лютера, Ф. Меланхтона і Мікаеля Агріколи.